# Гелдијев мармозет
Гелдијев мармозет (Callimico goeldii) је врста примата (Primates) из породице Callitrichidae. Једина је врста свог рода Callimico, а добио је име по природњаку који га је открио – Емилу Гелдију.

## Распрострањење
Ареал врсте је ограничен на мањи број држава. 
Присутна је у следећим државама: Бразил, Колумбија, Перу, Боливија и Еквадор.

## Станиште
Станишта врсте су шуме, бамбусове шуме и брдовити предели. 
Врста је присутна на планинском венцу Анда у Јужној Америци. 

## Угроженост
Гелдијев мармозет се сматра рањивом врстом у погледу угрожености.